# ام پی دی (زبان برنامه نویسی)
چندنخی، موازی، و برنامه‌نویسی توزیع‌شده (MPD) یک زبان برنامه‌نویسی هم‌زمان است که نحو (سینتکس) آن از کتاب Foundations of Multithreaded, Parallel, and Distributed Programming الهام گرفته شده است. نام این زبان ویژگی‌های متمایز آن را که شامل پشتیبانی از هر سه تکنیک برنامه‌نویسی هم‌زمان می‌باشد، ذکر می‌کند.
MPD به عنوان یک گونه از زبان برنامه‌نویسی SR پیاده‌سازی شده است. این زبان دارای یک پارسر متفاوت است، اما از همان فرم واسطه و سیستم اجرایی SR استفاده می‌کند. در نتیجه، MPD همان تنوع مکانیسم‌های برنامه‌نویسی هم‌زمان SR را ارائه می‌دهد.
برنامه‌های MPD می‌توانند بر روی یک پردازنده منفرد، چندپردازندههای حافظه مشترک یا خوشه‌هایی از پردازنده‌های (همگن) اجرا شوند. این پیاده‌سازی به طور شفاف از انواع مختلف پردازنده‌ها و سیستم‌های یونیکس پشتیبانی می‌کند.

## نمونه کد
```
resource helloWorld()
    writes("Hello World\n")
end

```